# Haidate
Haidate (佩楯) era il cosciale tipico dell'armatura giapponese, da agganciarsi sotto alla corazza (dō) e ad essa non direttamente interconnesso (come invece valeva per il cosciale dell'armatura a piastre europea).

Consisteva di un grembiule formato da grossi pezzi rettangolari che, come lo spallaccio (sode), erano realizzati da lamine kozane di cuoio e/o ferro (più raramente, osso di balena) congiunte da rivetti e lacci. Per tramite di apposite corde (tsubo-no-o), veniva legato dal bushi sul ventre, intorno alla cintura.
I guerrieri giapponesi utilizzavano anche altre tipologie di cosciale, avvolgenti l'arto, più simili ai cosciali delle armature europee moderne:
- ita-haidate - cosciali composti da lamine metalliche allacciate con cingoli di cuoio e fissate ad una pesante fodera di seta/cuoio; e
- igo-haidate - cosciali composti da piccole lamine metalliche cucite su una fodera di stoffa, preferite dai cavalieri perché "più flessibili del solito tipo"[2].